# ボーノ
ボーノ（イタリア語: Bono）は、イタリア共和国サルデーニャ自治州サッサリ県にある、人口約3,500人の基礎自治体（コムーネ）。

## 地理

### 位置・広がり

#### 隣接コムーネ
隣接するコムーネは以下の通り。括弧内のNUはヌーオロ県所属を示す。
- アネーラ
- ベネトゥッティ
- ボノルヴァ
- ボッティッダ
- ブルテーイ
- ヌゲードゥ・サン・ニコロ
- オニフェーリ (NU)
- オロテッリ (NU)